# Станіслав Падевський
Станісла́в Паде́вський (пол. Stanisław Padewski, у світі Станісла́в Таде́ушович Паде́вський; 18 вересня 1932, с. Нова Гута, нині Монастириський район — 29 січня 2017, Сендзішув-Малопольський) — єпископ-емерит Харківсько-Запорізької дієцезії Римо-католицької церкви.

## Життєпис
Владика Станіслав Падевський народився 18 вересня 1932 року в с. Новій Гуті (Бучацький повіт, нині Монастириський район, Тернопільська область, Україна).
1945 року був переселений з сім'єю до Польщі. Вступив 1950 року до Ордену братів менших капуцинів. У 1961—1966 роках вивчав гуманітарні науки в Люблінському католицькому університеті та краківському Ягеллонському університеті.
1988 року Станіслав Падевський першим з капуцинів повернувся до України і, таким чином, відновив присутність Ордену в країні. З часом він отримав українське громадянство.
Папа Іван Павло II призначив 1995 р. Станіслава Падевського — тоді настоятеля у Вінниці — єпископом-помічником Кам'янець-Подільським. Хіротонія відбулася 10 червня 1995 р. у Кам'янці.
1998 р. Іван Павло II призначив його єпископом-помічником Львівської архідієцезії, а після встановлення нових дієцезій 2002 року владика Станіслав був призначений єпископом-ординарієм новоутвореної Харківсько-Запорізької дієцезії.
19 березня 2009 року Папа Бенедикт XVI прийняв його зречення з цієї кафедри.

### Творча діяльність
Володів українською, польською, російською, італійською та англійською мовами.
Автор низки духовних книжок, зокрема — «Світла минулого», «Наречена Агнця», «Одинадцята Заповідь», «Символи Христа». Також єпископ Станіслав багато років був автором спочатку «Парафіяльної Газети», пізніше — «Католицького Вісника». Владика вів у газеті цілі духовні цикли.
І до, й після хіротонії єпископ Станіслав Падевський багато працював у галузі відродження літургійної музики римського обряду в Україні, маючи філологічну та музичну освіту. Багато речей він підготував особисто, також працював над формацією органістів.